# Cowbell Music
Cowbell er en musikvirksomhed, der udgiver musik, booker koncerter og foredrag samt afholder de to årlige festivaler Summer Jazz og Winter Jazz. Virksomheden er ejet af den danske saxofonist og komponist Benjamin Koppel. 
Cowbell har fungeret som uafhængigt pladeselskab siden år 2000 og har udgivet mere end 60 album, bl.a. med Alberte Winding, Alex Riel, Anders Koppel, Michala Petri, Marie Carmen Koppel, Benjamin Koppel og en lang række af verdens mest anerkendte jazzmusikere, herunder pianisterne Kenny Werner og Eythor Gunnarsson (Mezzoforte) samt Paul Bley, Daniel Humair, Charlie Mariano, Phil Woods, Bobby Watson, Scott Colley, Johnathan Blake. m.fl. Virksomheden varetager både udgivelse og koncertbooking for selskabets tilknyttede kunstnere.